# Eduard Bovensiepen

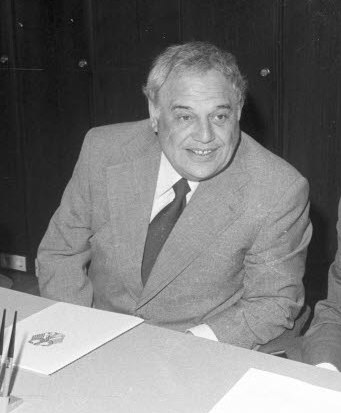
Eduard Bovensiepen (1974)

Eduard Bovensiepen (* 14. Juli 1921 in Düsseldorf; † 11. Oktober 1984 in München) war ein deutscher Politiker (SPD). Er war Abgeordneter im Landtag von Nordrhein-Westfalen und Bürgermeister der Stadt Velbert.

## Leben
Bovensiepen besuchte die Volksschule und machte im Anschluss eine Verwaltungsausbildung bei einer Verwaltungs- und Wirtschaftsakademie. Nach der Ausbildung war er bis 1940 und wieder von 1942 bis 1948 beim Arbeitsamt in Velbert tätig, in den letzten Jahren als Abteilungsleiter. In der Zeit dazwischen, von 1940 bis 1942, absolvierte er seinen Wehrdienst, wurde aber letztlich als Schwerkriegsversehrter entlassen. Am 2. August 1943 beantragte er die Aufnahme in die NSDAP und wurde zum 1. November desselben Jahres aufgenommen (Mitgliedsnummer 9.645.264). Nach 1946 war er beim Deutschen Gewerkschaftsbund, im Kreisausschuss Düsseldorf-Mettmann in Velbert, als Rechtsschutzsekretär angestellt. Ab 1950 war er ständiger Prozessvertreter am Landgericht Düsseldorf für den gesamten Gerichtsbezirk.

## Politik
Bovensiepen war ab Juni 1947 Mitglied der Gewerkschaft Öffentliche Dienste, Transport und Verkehr und trat im Februar 1949 der SPD bei. Ab 1952 war er erst stellvertretender Vorsitzender und später Vorsitzender des Verwaltungsausschusses des Landesarbeitsamtes Nordrhein-Westfalen. Ab 1953 war er Ratsherr und ab 1956 Bürgermeister der Stadt Velbert. Ab Januar 1957 war er Mitglied des Verwaltungsrates der Bundesanstalt für Arbeitsvermittlung und Arbeitslosenversicherung. Am 21. Juli 1958 zog er über ein Direktmandat im Wahlkreis 058 Düsseldorf-Mettmann-Ost in den Landtag von Nordrhein-Westfalen ein. Im Jahr 1959 wurde er zum Direktor des Landesarbeitsamtes in Bremen berufen, weswegen er aus Velbert wegzog und sowohl das Bürgermeisteramt als auch das Landtagsmandat abgab. Im Landtag rückte für ihn Hubert Dellwing nach, neuer Bürgermeister von Velbert wurde Hans-Günter Steinhauer. Bovensiepen wurde später noch Präsident des Landesarbeitsamtes von Schleswig-Holstein. Dieses Amt gab er im September 1984 ab und zog nach München. Dort starb er wenige Wochen später. Im März 1984 hatte er noch das Große Verdienstkreuz verliehen bekommen.